# 육백
육백(六百, 600)은 대한민국에서 행해지는 화투를 이용하는 노름 또는 놀이의 한 종류이다. 주로 세 명이 어울려 행해지지만, 두 명 또는 네 명의 사람이 참여할 수도 있다. 두 명이 하는 경우는 고스톱의 예와 같이 '맞육백'이라고 부른다. 육백에는 고스톱과 다르게 '죽는다'는 개념이 없으므로 다섯 명 이상의 사람은 참여할 수 없다. 총점 600점을 먼저 내는 사람이 이긴다.
육백 놀이의 세부 규칙은 각 지역마다 차이가 있으며, 여기서는 일반적인 규칙을 설명한다.

## 사용되는 패
열두 가지 무늬의 짝패 각각 네 장씩, 다해서 마흔여덟 장의 화투 패를 사용한다.
- 피 : 고스톱과 달리 일반적으로는 전혀 점수 계산에 사용되지 않는다. 예외가 한가지 있는데, 모란, 홍싸리, 국진, 비를 제외하고는 모든 패에서 네 짝패를 모두 갖고 있으면, 피 한 장을 광의 자리에 놓을 수 있고, 한 장당 50점을 받는다. 오동 쌍피는 피가 아니라 끗이며, 비 쌍피는 그냥 피로서 취급받는다.
- 광 : 화투에는 기본적으로 다섯 장의 광(송학, 벚꽃, 공산, 오동, 비)이 있다. 하지만 이 중에서 비광은 육백의 광으로 취급되지 않는다(광의 자리에는 놓을 수 있다, 비광 참조). 대신 육백에서는 매조끗을 광으로 채택하고 있다. 광의 자리에 놓여있는 모든 패는 기본적으로 50점을 받고 시작한다. 광으로 만들 수 있는 '조합'은 여러 가지가 있다(패의 조합 참고). 특히, 다섯 개의 광이 모두 모이면 "욘코(일본어: 四光)"라고 불리는데, 이 이름의 어원인 '네 개의 광'은 원래 매조끗이 광이 아닌 것에서 기원한다. 욘코를 만든 참여자는 점수와 상관없이 그 게임에서 무조건 이긴다.
- 띠 : 띠 한 장은 기본적으로 10점을 받고 시작한다. 띠에는 '조합'으로 고스톱의 "홍단", "초단", "청단"이 모두 인정되며, 추가로 "띠 이노시카(일본어: いのしか)"라는 조합이 있는데, 이는 모란 청단, 홍싸리 초단, 단풍 청단으로 이루어진다. 특히, 비띠를 포함한 일곱 개의 띠가 모이면 "칠띠"라고 불리는데, 칠띠를 만든 참여자는 욘코와 같이 점수와 상관없이 그 게임에서 무조건 이긴다. 같은 판에서 욘코와 칠띠가 동시에 나올 것 같은 경우, 먼저 나온 쪽이 이긴다.
- 끗 : 끗 한 장은 기본적으로 10점을 받고 시작한다. 끗으로 만들 수 있는 '조합'은 광과 같이 만들어야 하는 것과(패의 조합 참고), "끗 이노시카"가 있는데 이것도 띠 이노시카와 같이, 모란끗, 홍싸리끗, 단풍끗으로 이루어진다.
- 비광 : 비광은 육백에서 가장 특수한 패라고 할 수 있다. 비광을 가지고 있으면 일단 비 네 장을 모으는 조합인 '비조리(일본어: ぞり)'를 만들 수 있고, 판에 깔려있는 광, 띠, 끗 중 어느 한 장과 임의로 짝을 만들어 가져올 수 있다. 이때 자동적으로 비조리는 나올 수 없고, 가져온 짝패의 한 장은 비 한 장(주로 비 쌍피이다)과 같이 판에서 버려진다. 또한 아무 참여자도 비광을 가지고 있지 않은 경우, 패를 젖힐 때 비광이 나오면 똑같이 판에 깔려 있는 아무 광, 띠, 끗이나 가져올 수 있지만, '비조리' 때문에 광, 띠, 끗을 먹지 않으려면 비광을 젖힌 참여자는 그 패를 그냥 판에 내려놓거나, 꼭 비 짝패를 쳐야 한다. 또한 판에 비광이 깔려 있을 경우에 젖혔을 때 광, 띠, 끗이 나왔는데 그것과 맞는 짝패가 없을 경우, 참여자는 광, 띠, 끗을 그냥 내려놓거나 비광과 함께 가져가야 한다. 그리고 비광은 기본적으로 광의 자리에 놓을 수 있으며, 50점을 얻을 수 있다.

## 놀이를 시작하기 전
놀이를 시작하기 전, 참여자들은 기준이 되는 "선" 참여자를 선정한다. "선"이 패를 잘 섞어 더미를 만들어 들고 있으면 그의 왼쪽 참여자는 그 더미의 일부를 떼어 바닥에 쌓아놓는다("기리"). 이때 더미의 일부를 떼어 놓지 않을 수도 있는데 이를 "퉁"이라고 한다. "선"은 이제 들고 있는 패 더미에서 3장(맞육백은 4장)을 바닥에 젖혀 놓고 시계 반대 방향으로 각 참여자들에게 4장씩(맞육백은 5장씩)의 패를 나눠준다. 다시 3장(맞육백은 4장)의 패를 젖혀 놓고 참여자들에 세 장씩(맞육백은 5장씩)의 패를 더 나눠준다. 즉, 참여자들은 각각 7장씩(맞육백의 경우 10장)의 패를 나눠갖고, 바닥에는 6장(맞육백은 여덟 장)의 패를 젖혀(깔아) 둔다. 단, "퉁"을 했을 경우는 한 번에 7장 또는 10장씩의 패를 참여자들에게 나눠주며, 바닥에도 6장 또는 8장의 패를 한 번에 젖혀둔다.

### 네 명이 참여하는 경우
네 명이 참여하는 경우는 각 참여자들이 가질 수 있는 짝패의 수가 줄어든다. "선"이 4장을 바닥에 젖혀놓고 각 참여자들에게 3장씩의 패를 나눠준 후, 다시 "선"이 4장을 바닥에 젖혀놓고, 각 참여자들에게 2장씩의 패를 나눠준다. 즉, 참여자들은 각각 5장씩의 패를 나눠갖고, 바닥에는 8장의 패를 젖혀 둔다. 역시 "퉁"을 했을 경우는 한 번에 5장의 패를 참여자들에게 나눠주며, 바닥에도 8장의 패를 한 번에 젖혀두며, 이런 경우의 육백 놀이는 매우 오랜 시간 동안 지속되기도 한다.

## 놀이의 시작과 참여 순서
놀이의 차례는 "선"부터 시작되며 시계 반대 방향으로 돌게 된다.

## 놀이의 방법
자신의 차례가 되면, 참여자는 바닥에 젖혀(깔려) 있는 패와 같은 짝패를 내거나, 같은 짝패가 없다면 임의의 패를 내야 한다. 비광을 가지고 있는 사용자는 이럴 때 다른 광이나 띠, 끗에 비광을 낼 수 있다. 그리고 곧바로 뒤집힌 더미 가운데 가장 위의 패를 젖힌다. 이미 젖혀 있던 패와 같은 짝패를 냈거나, 새로이 젖힌 패와 같은 짝패가 바닥에 이미 젖혀 놓여 있다면, 해당하는 짝패 두 장을 거두어 와서, 패의 종류에 따라 자신의 앞에 분류해 놓아 둔다. 비광에 맞은 광이나 띠, 끗도 마찬가지이다.
- 고스톱에서 흔히 말하는 '뻑(흔히 '쌌다'라고도 하는)'은 육백에서 있을 수 없다. 만약 같은 짝패를 친 후 같은 짝패를 젖혔을 경우, 젖힌 짝패는 그대로 놓고 맞은 짝패 두 장만 가져간다.
- 고스톱의 '따닥'은 있을 수 있다. 하지만 그때는 아무런 이득도 볼 수 없다. 마찬가지로 '쪽'도 있을 수는 있지만 아무런 이득도 볼 수 없다.
- '뻑'이 없으니 당연히 '쓸(싹쓸이)'도 없다.
- 고스톱과 달리 육백에서는 48장의 화투 패에 해당되지 않는 패는 사용할 수 없다.
- 고스톱의 '흔들기'는 허용되지 않는다.

## 패의 조합
- 욘코 : 다섯 장의 광을 모두 갖는 조합이다. 이 조합을 칠띠보다 먼저 만든 참여자가 있다면 그 참여자는 그 판을 무조건 이긴다.
- 칠띠 : 비띠를 포함한 띠 일곱 장의 조합이다. 이 조합을 욘코보다 먼저 만든 참여자가 있다면 그 참여자는 그 판을 무조건 이긴다.

아래의 모든 조합은 서로 중복될 수 있다. 그때에는 모든 점수가 감소 없이 합산된다.
- 이노시카 : 모란 청단, 홍싸리 초단, 단풍 청단으로 이루어지는 띠 이노시카와 모란끗, 홍싸리끗, 단풍끗으로 이루어지는 끗 이노시카가 있고 점수는 각각 300점이다. 두 개의 이노시카를 동시에 한 경우는 '양 이노시카'라고 부른다.
- 빠이(일본어: ぱい) : '광 빠이'와 '띠 빠이'가 있다. '광 빠이'는 일단 국진끗이 기본적으로 필요하고, 여기에 벚꽃 광이나 공산 광이 있으면 각각 100점씩을 받는다. 세 장이 같이 있으면 300점을 받고, 이때를 '광 대포'라고 한다. '띠 빠이'는 일단 국진 청단이 기본적으로 필요하고, 여기에 벚꽃 홍단이나 공산끗이 있으면 각각 100점씩을 받는다. 세 장이 같이 있으면 300점을 받고, 이때를 '띠 대포'라고 한다. '양 빠이'나 '양 대포'는 모두 가능한 일이며, 한 개의 대포와 한 개의 빠이를 동시에 할 수도 있다.
- 비조리 : 비 네 장의 조합이다. 200점을 받는다.
- 일이삼(123) : 송학 광, 매조끗, 벚꽃 광의 조합이다. 150점을 받는다.
- 송월동 : 송학 광, 공산 광, 오동 광의 조합이다. 150점을 받는다.
- 홍단, 초단, 청단 : 고스톱의 그것과 같다. 각각 100점을 받는다.

(참고 : 일이삼과 송월동을 동시에 하는 경우 욘코이다. 송학 광, 매조끗, 벚꽃 광, 공산 광, 오동 광이 모여 욘코를 이루기 때문이다.)

## 점수 계산과 놀이의 승패
모든 패가 다 돌아간 후(욘코, 칠띠 제외), 각 참여자는 광, 띠, 끗의 기본 점수와 패의 조합의 점수를 합산한다. 그래서 가장 점수가 높은 참여자의 점수에서 차점자의 점수를 빼며, 이것이 가장 점수가 높은 참여자가 얻을 수 있는 최종 점수이다. 이 점수가 600점 이상이 되면 그 놀이의 승자는 그 사람이 되며, 600점이 안 될 경우, 그 점수는 기록하기만 하고 새로 패를 섞어 총점 600점이 되는 참여자가 나올 때까지 판을 계속 이어나가게 된다.

## 팔백
팔백(八百, 800)은 육백의 규칙 변형판이다. 이름을 보면 알 수 있듯이 이것은 육백의 승리 충족 점수 600점을 800점으로 변경하여 더 오랜 시간 동안 놀이를 할 수 있도록 고안된 것이다.